# Emballage avec fermeture à l'épreuve des enfants

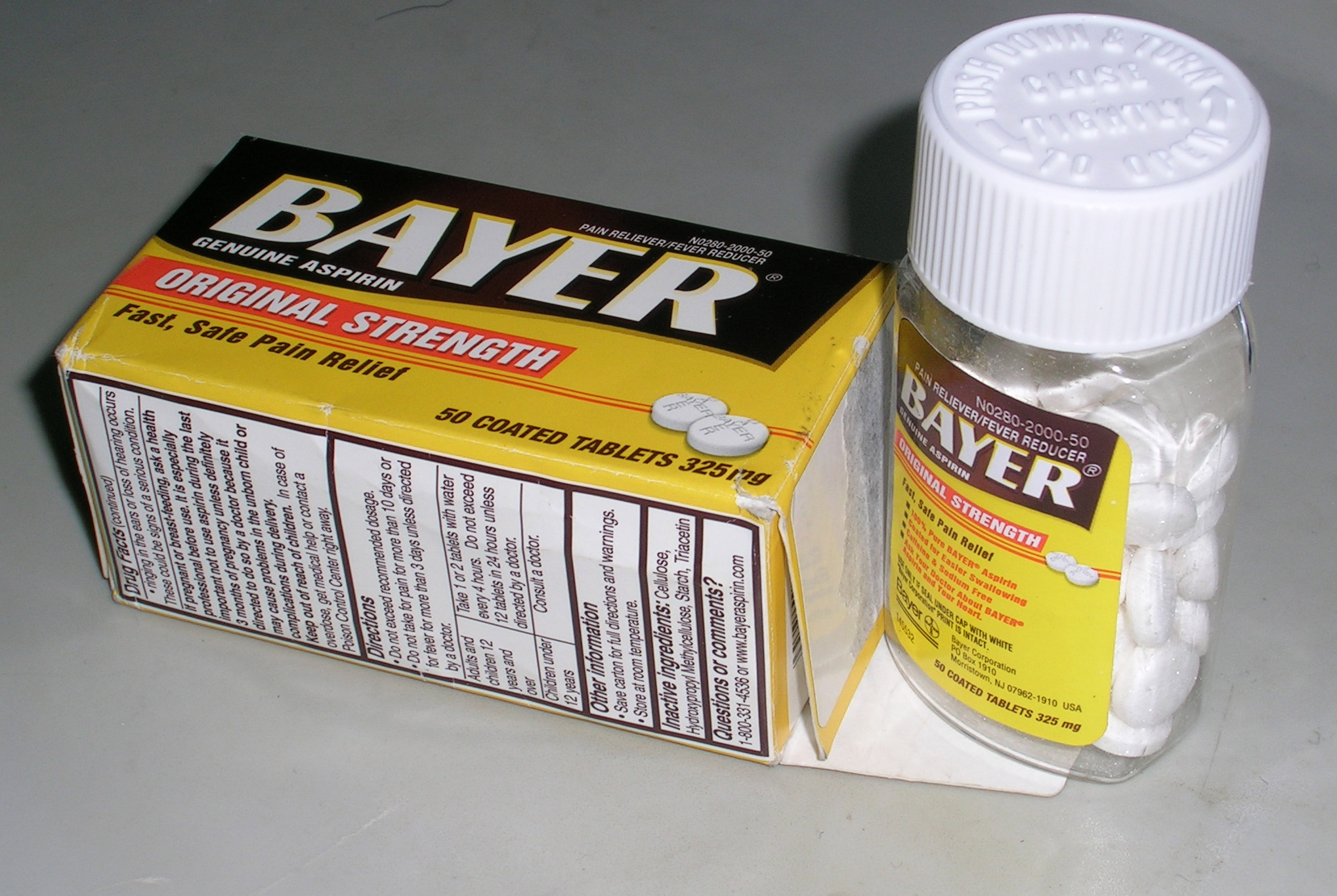
Un flacon d'aspirine avec un bouchon de sécurité enfant portant l'instruction « appuyer et tourner pour ouvrir »

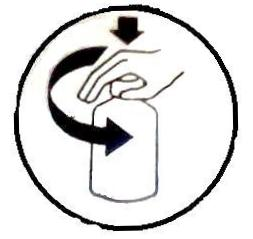
L'ouverture de nombreux emballages avec fermeture à l'épreuve des enfants implique deux mouvements différents

L'emballage avec fermeture à l'épreuve des enfants ou emballage CR (Child Resistant) est un emballage spécial utilisé pour réduire le risque que les enfants ingèrent des matières dangereuses. Cela est souvent réalisé grâce à l’utilisation d’un capuchon de sécurité spécifique.
Elle est exigée par la réglementation pour les médicaments sur ordonnance, les médicaments en vente libre, les dispositifs de cigarettes électroniques contenant de la nicotine ou les contenants de recharge pouvant contenir de la nicotine, les pesticides et les produits chimiques ménagers.
Dans certaines juridictions, les emballages unitaires tels que blister packs sont également réglementés pour la sécurité des enfants.

## Contexte
Les emballages avec fermeture à l'épreuve des enfants ont été inventés en 1967 par le Dr Henri Breault.
Une série d'accidents impliquant des enfants ouvrant des emballages ménagers et ingérant le contenu a conduit le Congrès américain à adopter la loi de 1970 sur les emballages de prévention des empoisonnements, rédigée par le sénateur américain Frank E. Moss de l'Utah. Cela a donné à la Commission américaine de sécurité des produits de consommation, l’autorité de réglementer ce domaine.
Au fil des décennies, des ajouts ont augmenté la couverture initiale pour inclure d’autres articles dangereux, notamment les produits chimiques réglementés par l’ Agence de protection de l’environnement. Bien que les bouchons utilisant de cette technologie ne soient pas parfaits, il existe des preuves solides que l’usage des d'emballages avec fermeture à l’épreuve des enfants a considérablement réduit les taux d’empoisonnement de ces derniers aux États-Unis. Une coordination existe pour améliorer les normes internationales en matière d’exigences et de protocoles.

## Difficulté d'ouverture
Les emballages à fermeture à l'épreuve des enfants peuvent constituer un problème pour certaines personnes âgées ou handicapées,,. La réglementation exige que les modèles soient testés pour vérifier que la plupart des adultes peuvent accéder au produit via ouverture de l'emballage. Certaines juridictions autorisent les pharmaciens à fournir des médicaments dans des emballages non CR lorsqu'il n'y a pas d'enfants dans la même maison.

## Exigences
La réglementation s'appuie sur des protocoles de tests de performance d'emballages avec de vrais enfants, pour déterminer si les emballages peuvent être ouverts. Plus récemment, des tests supplémentaires sur les emballages sont utilisés pour déterminer si les personnes âgées ou les personnes handicapées sont capables d’ouvrir ces emballages,.
Les exigences de ces emballages sont satisfaites par des fermetures d'emballage qui nécessitent plus qu'un seul mouvement afin d'acceder au produit. En règle général, deux mouvements différents sont necessaires pour l'ouverture. Des centaines de modèles d'emballages sont à la disposition des emballeurs.

## Normes
- ISO 8317 Emballages à fermeture à l'épreuve des enfants - Exigences et procédures d'essai pour les emballages refermables.
- ISO 13127 Emballages — Emballages à fermeture à l'épreuve des enfants — Méthodes d'essai mécaniques pour les systèmes d'emballage refermables à fermeture à l'épreuve des enfants.
- ASTM D3475, Classification standard des emballages à fermeture à l'épreuve des enfants.
- ASTM F3159, Spécification de sécurité des consommateurs pour les sachets de lessive liquide
- ASTM F2517-17 Spécification standard pour la détermination de la résistance des conteneurs de carburant portables destinés aux consommateurs aux enfants

## Citations
1. ↑  Gaunt, « Child-resistant does not mean Childproof », Pharmacy Times, mai 2007 (consulté le 3 mars 2009)« http://www.pharmacytimes.com/issues/articles/2007-05_4676.asp »(Archive.org • Wikiwix • Archive.is • Google • Que faire ?), juillet 2020
2. ↑  Smith et Barone, S, « PPPA, Unit Packaging » [archive du 22 juillet 2010], CPSC, 16 mars 2005 (consulté le 25 mars 2010)
3. ↑  « Dr. Henri Breault » [archive du 7 mars 2012], Canadian Medical Hall of Fame (consulté le 28 février 2012)
4. ↑  CPSC, « Poison Prevention Packaging Information » [archive du 19 décembre 2008], U.S. Consumer Product Safety Commission, 9 février 2007 (consulté le 19 décembre 2008)
5. ↑  W. Kip Viscusi, Fatal tradeoffs: public and private responsibilities for risk, Oxford University Press US, 1995 (ISBN 978-0-19-510293-2, lire en ligne), p. 235
6. ↑  Schwebel, « Unintentional child poisoning risk: A review of causal factors and prevention studies », Children's Health Care, vol. 46, no 2,‎ 2017, p. 109–130 (DOI 10.1080/02739615.2015.1124775, S2CID 73912457, lire en ligne [archive du 21 octobre 2018], consulté le 21 octobre 2018)
7. ↑  de la Fuente, « The use of a universal design methodology for developing child-resistant drug packaging » [archive du 9 octobre 2020], Master's Thesis, Michigan State University (consulté le 16 octobre 2013)
8. ↑  de la Fuente et Bix, Laura, « Perceptions and attitudes of people with disabilities and older adults about child-resistant drug packaging » [archive du 17 octobre 2013], Journal for Patient Compliance (consulté le 16 octobre 2013)
9. ↑  Javier de la Fuente et Laura Bix, Designing Inclusive Interactions, 2010, 89–100 p. (ISBN 978-1-84996-165-3, DOI 10.1007/978-1-84996-166-0_9), « User-pack Interaction: Insights for Designing Inclusive Child-resistant Packaging »
10. ↑  CPSC, « Testing procedure for special packaging », U.S. Consumer Product Safety Commission (consulté le 21 août 2015)
11. ↑  CPSC, « Poison Prevention Packaging » [archive du 5 septembre 2015], US Consumer Product Safety Commission (consulté le 21 août 2015)
12. ↑  Bix, Laura, de la Fuente, Javier, Pimple, Kenneth D. et Kou, Eric, « Is the test of senior friendly/child resistant packaging ethical? », Health Expectations, vol. 12, no 2,‎ 2009, p. 430–437 (PMID 19650857, PMCID 5060504, DOI 10.1111/j.1369-7625.2009.00534.x)